# Distrito electoral de Western (condado de Johnson, Nebraska)
Western (en inglés: Western Precinct) es un distrito electoral ubicado en el condado de Johnson en el estado estadounidense de Nebraska. En el Censo de 2010 tenía una población de 136 habitantes y una densidad poblacional de 1,47 personas por km².

## Geografía
Western se encuentra ubicado en las coordenadas 40°17′57″N 96°23′32″O / 40.29917, -96.39222. Según la Oficina del Censo de los Estados Unidos, Western tiene una superficie total de 92.3 km², de la cual 92.26 km² corresponden a tierra firme y (0.04%) 0.04 km² es agua.

## Demografía
Según el censo de 2010, había 136 personas residiendo en Western. La densidad de población era de 1,47 hab./km². De los 136 habitantes, Western estaba compuesto por el 98.53% blancos, el 0% eran afroamericanos, el 0% eran amerindios, el 1.47% eran asiáticos, el 0% eran isleños del Pacífico, el 0% eran de otras razas y el 0% pertenecían a dos o más razas. Del total de la población el 0% eran hispanos o latinos de cualquier raza.